# Spione
Spione (Espies) és una pel·lícula alemanya muda de suspens i espionatge, escrita i dirigida per Fritz Lang el 1928. L'esposa de Lang, Thea von Harbou, va treballar en la pel·lícula com a guionista.
Spione va ser la penúltima pel·lícula muda de Lang i la primera rodada per la seva pròpia productora, Fritz Lang-film GmbH. L'anterior pel·lícula dirigida per ell va ser Metropolis i la següent va ser Frau im Mond (La dona a la Lluna), el seu últim títol mut. Curiosament, els actors protagonistes de La dona en la Lluna (Willy Fritsch i Gerda Maurus) també van protagonitzar Spione com el número 326 i Sonja. El que Spione fos rodada entre les pel·lícules abans esmentades, ambdues molt famoses, ha fet que estigui enormement infravalorada.

## Argument
Com en les pel·lícules de Mabuse, com ara Dr. Mabuse, der Spieler i Das Testament des Dr. Mabuse, Rudolf Klein-Rogge interpreta a un criminal que busca dominar el món.
La trama principal ens parla d'un espia que s'enamora d'una femme fatale que d'antuvi l'enganya per a aconseguir informació, però més tard acaba corresponent-li. Mentrestant se succeeixen diverses trames menors, també d'espionatge, i tot conclou amb un final feliç al més pur estil americà, en el qual el noi i la noia acaben junts i el dolent acaba suïcidant-se.
El dolent de la pel·lícula és un banquer, que a més és doble agent i pallasso en un music-hall. L'espionatge i el contraespionatge són mostrats al mateix nivell, el de dues colles lluitant una contra una altra en un món caòtic.

## Anàlisi
Segons una entrevista que va donar a la Universitat de Califòrnia en 1967 va explicar que el seu treball sempre prenia fets reals com a referència. En el cas de Spione, segons explica Fritz Lang, la seva història està inspirada en una sèrie d'incidents que implicaven la delegació comercial de la Rússia soviètica al Regne Unit, que va arribar a ser assaltada per Scotland Yard a mitjan dècada dels 20. De fet, segons Fritz Lang, l'actor que representava a Haghi (el personatge malvat) va ser maquillat amb la intenció que se semblés a Trotski.
Fritz Lang va apuntar en una entrevista realitzada per William Friedkin en 1975, que ell va començar al cinema en el 1918 sense tenir cap referència. Per tant, en tot just 10 anys va aconseguir rodar una pel·lícula que no té res a envejar a les pel·lícules d'espies modernes, excepte en els efectes especials i en l'àudio. La trama “absorbent”, els girs de guió i els rodatges de les persecucions (que també utilitza a Das Testament des Dr. Mabuse) fan que les seqüències adquireixin molta sensació d'acció. Segons el director de cinema italià Sergio Leone «si Fritz Lang no hagués nascut, Alfred Hitchcock no hauria existit», expressant així la importància que va tenir aquest director per al cinema posterior.
Així i tot, no és una de les pel·lícules més reconegudes d'aquest director, sobretot comparant-la amb la saga del Dr. Mabuse, El vampir negre o Metropolis, que són obres mestres. Potser per l'època en la qual va ser rodada, la pel·lícula és més políticament correcta que unes altres. En els anys 2003 i 2004, Spione va ser restaurada a la seva durada original per la Friedrich-Wilhelm-Murnau-Stiftung. Si bé en l'actualitat no existeixen negatius originals, el Národní filmový archiv de Praga conserva una còpia d'alta qualitat en nitrocel·lulosa.

## Context històric
Dos mesos després de l'estrena de la pel·lícula es van celebrar les cinquenes eleccions de la República de Weimar, i les últimes abans de la Gran Depressió. El partit Nacionalsocialista Obrer Alemany (NSDAP o Partit Nazi), liderat per Adolf Hitler, va ser legalitzat i va poder presentar-se amb la seva candidatura en les eleccions per primera vegada des del “Putsch de Múnic” de 1923, quan va intentar arribar al poder per la força (en les dues anteriors eleccions el Partit Nazi havia participat amb el nom de Moviment Nacionalsocialista de la Llibertat). Els resultats electorals li van ser molt desfavorables, igual que als partits dretans, i només va aconseguir el 2.63% dels vots, amb els quals va obtenir 12 escons. Cal esmentar que la participació electoral va ser la més baixa de la República de Weimar (75.60%), és a dir que uns 10 milions d'alemanys van decidir no anar a votar en aquestes eleccions. Pot ser perquè el país es trobava en un bon moment econòmic i social i la gent es va relaxar. A l'any següent es va produir la Gran Depressió a nivell mundial i això va afavorir l'ascens del partit nazi, que va aconseguir obtenir 107 escons en les eleccions de 1930.
A Alemanya, després de la Gran Depressió del 1929, milions de persones es van quedar sense ocupació i la producció va caure a la meitat en tres anys. Els nazis van saber aprofitar el descontentament popular per a aconseguir 107 escons en les eleccions del 1930. Gràcies a aquest ascens, el partit nazi va trobar amb més facilitat industrials i corporacions que ho financessin i secundessin. En 1931 els aturats a Alemanya ascendien a més de cinc milions, un terç de la població activa i en 1932 el Partit Nazi va obtenir 230 escons. Uns mesos després Hitler va aconseguir ser nomenat Canceller el 30 de gener de 1933. Aprofitant un incendi que es va produir en l'edifici del Reichstag el 27 feb 1933, i del qual va acusar els comunistes, es va llevar d'al mig a tota l'oposició recloent-la en els seus primers camps de concentració. En uns mesos Hitler va acabar amb la República de Weimar i va iniciar un govern totalitari.

## Recepció
A Rotten Tomatoes, la pel·lícula té una puntuació d'aprovació del 94% basada en 16 ressenyes, amb una mitjana ponderada de 9,2/10.
Philip French de The Guardian va escriure que la pel·lícula "teixeix temes recurrents de Lang sobre el destí, la por, el poder i la paranoia en un thriller de conspiració dinàmic." Time Out va descriure el seu to com "en algun lloc entre la veritable ficció pulp i l'expressionisme pur." Matthew Thrift del British Film Institute mentrestant, va destacar la seqüència d'obertura com "una meravella d'economia narrativa en muntatge."